# Anthony James Merrill Spencer
Anthony James Merrill Spencer (Birmingham, 23 de agosto de 1929 — Nottingham, 26 de janeiro de 2008) foi um engenheiro britânico.